# Úhorná
Úhorná – wieś (obec) na Słowacji położona w kraju koszyckim, w powiecie Gelnica. Pierwsze wzmianki o miejscowości pochodzą z roku 1383. 
Według danych z dnia 31 grudnia 2012, wieś zamieszkiwały 144 osoby, w tym 65 kobiet i 79 mężczyzn.
W 2001 roku rozkład populacji względem narodowości i przynależności etnicznej wyglądał następująco:
- Słowacy – 90,8%
- Czesi – 0,61%
- Romowie – 6,13%

Ze względu na wyznawaną religię struktura mieszkańców kształtowała się w 2001 roku następująco:
- Katolicy rzymscy – 82,82%
- Grekokatolicy – 1,23%
- Ewangelicy – 0,61%
- Ateiści – 10,43%
- Nie podano – 2,45%